# Gruna (Dresden)
Gruna ist ein Stadtteil von Dresden im Stadtbezirk Blasewitz. Gruna befindet sich im Dresdner Osten in unmittelbarer Nähe zum Großen Garten. Das Zentrum bildet die Zwinglistraße mit der Zentralhaltestelle (Straßenbahn: Linie 1 und 2, Bus: Linien 61, 64 und 85), der Bibliothek, Geschäften und Gaststätten. Der Stadtteil ist zum einen stark geprägt durch DDR-Plattenbauten (Rosenbergstraße, Calvinstraße, Papstdorfer Straße, Wiesenstraße) und Bauten der 1990er Jahre (Zwinglistraße), zum anderen gibt es Straßenzüge mit Altbauten, zum Beispiel der Jahrhundertwende (Beilstraße, Herkulesstraße).
Die Gemarkung Gruna unterscheidet sich vom Stadtteil Gruna insbesondere im detaillierten Grenzverlauf (Karl-Roth-Straße, Eibenstocker Straße, Bärensteiner Straße). Das Areal zwischen Winterbergstraße und der Bahnstrecke Děčín–Dresden-Neustadt gehört größtenteils zur Gemarkung Strehlen.

## Lage
Gruna grenzt im Norden an den Stadtteil Striesen und im Osten an Seidnitz. Südlich von Gruna befindet sich Strehlen und im Westen Seevorstadt-Ost/Großer Garten.

## Geschichte

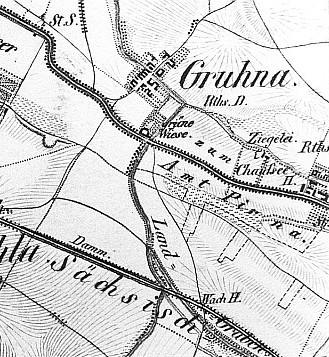
Gruhna, um 1850

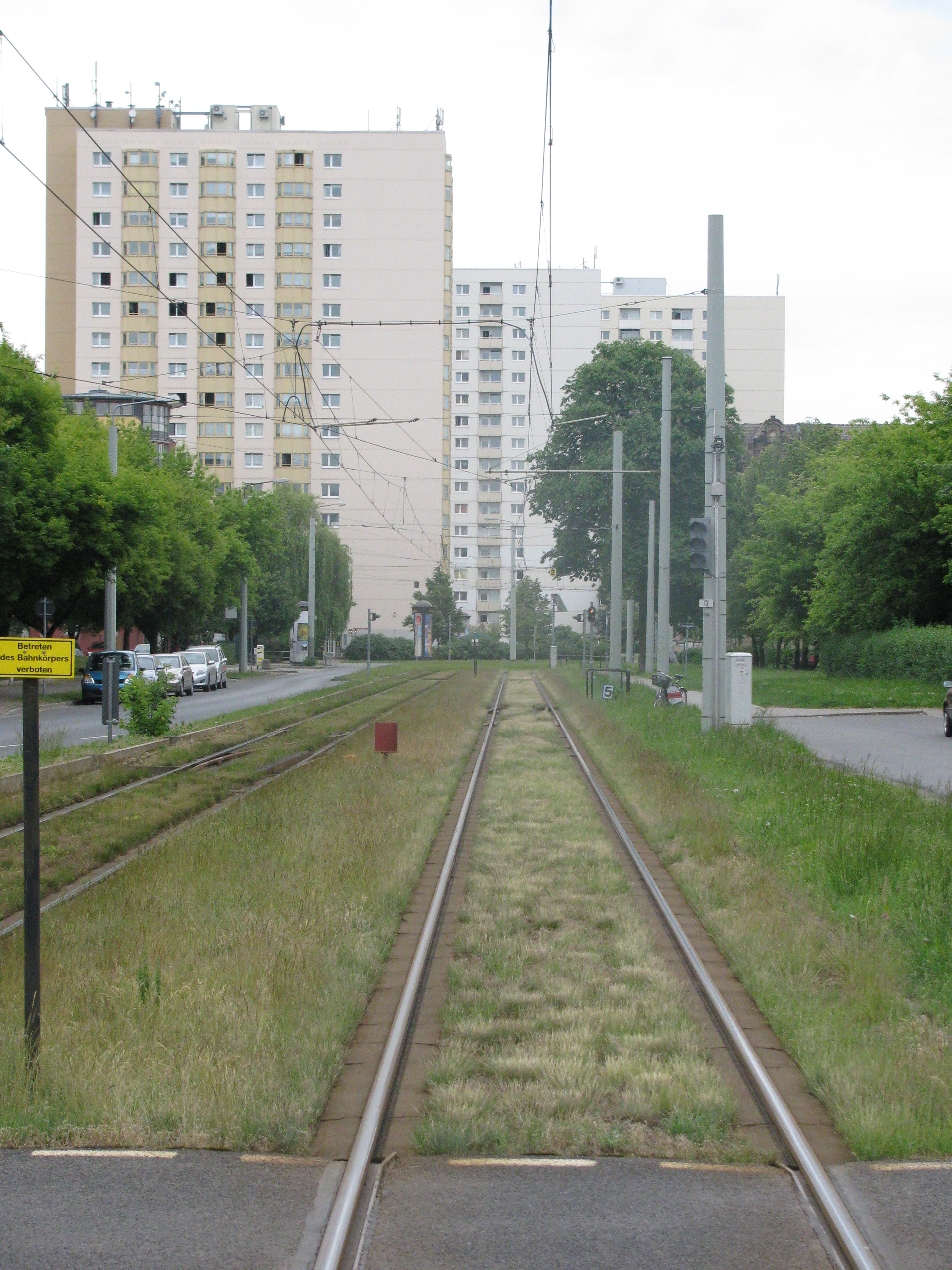
Blick entlang der Stübelallee auf die Hochhäuser am früheren Grunaer Dorfkern

Im Jahr 1370 wurde das Dorf Gruna erstmals urkundlich erwähnt. Der Name bedeutet Ort in der grünen Aue. Der Ort erstrecke sich zwischen zwei Altwassern der Elbe. Daran erinnern Flurnamen wie Alte Elbe und Blanschfeld. Der südliche Elbarm zwischen der heutigen Bodenbacher Straße und der Winterbergstraße führte zum Großen Garten und von da weiter zur Bürgerwiese. Der nördliche, der heute noch ungefähr zwei Meter tiefer als seine Umgebung liegt, führte bis zum Frauensteiner Platz. Im Jahr 1309 legten deutsche Siedler in diesem Altarm den Landgraben an. Neben der Brücke über den Landgraben entstand eine Schmiede, die Grüne Wiese genannt wurde. Dieser Name übertrug sich auf eine benachbarte Schänke.
Nachdem die Burg Dohna im Zuge der Dohnaischen Fehde zerstört worden war, entwickelte sich die alte Pirnaer Landstraße (heute Bodenbacher Straße) zum wichtigsten Verkehrsweg nach Böhmen. 
Gruna gehörte bis zur Reformation zum Bistum Meißen. Danach unterstand es dem Religionsamt des Dresdner Rates und dem kurfürstlichen Amt. Als ab 1676 der Große Garten angelegt wurde, mussten Grunaer Bauern dafür Felder abgeben. 1813 brannte das Dorf in der Schlacht um Dresden ab. Die Bewohner durften aus den zerstörten Mauern des Großen Gartens Baumaterial zum Wiederaufbau verwenden.
Bis zum Jahr 1865 besuchten die Grunaer Kinder die Schule im benachbarten Striesen, dann wurde an der Bodenbacher Straße ein Schulhaus erbaut. Dieses wurde im Jahr 1884 erweitert.
Die Einwohnerzahl vervierfachte sich in den Jahren von 1867 bis 1890. Bis zum Bau der Thomaskirche war Gruna zur Kreuzkirche gepfarrt. Gruna wurde am 1. April 1901 nach Dresden eingemeindet. Damals gehörte auch das räumlich abgetrennte Neugruna zur Grunaer Flur, ging später aber an Blasewitz über. 
Nach dem Ersten Weltkrieg entstanden in Gruna zahlreiche Wohnbauten und wandelten den ländlichen Charakter der Siedlung. Der Bauverein Gartenheim errichtete in den 1920er-Jahren die Gartenheimsiedlung zwischen Junghansstraße und Landgraben. Östlich des Landgrabens entstand die Siedlung des Dresdner Spar- und Bauvereins. Am Falkensteinplatz und an der Zwingli- und Haenel-Clauß-Straße befindet sich die denkmalgeschützte GEWOBAG-Siedlung, die 1928 erbaut wurde. 
Im Zweiten Weltkrieg war von 1943 bis 1944 auf der Liebstädter Straße eine Heimatflakbatterie eingerichtet. Daran erinnert heute ein Mahnmal. Bei den Luftangriffen auf Dresden im Zweiten Weltkrieg wurde vor allem der Dorfkern und das Gebiet um den Falkensteinplatz beschädigt. Der Wiederaufbau begann 1949 und war in den 1960er-Jahren abgeschlossen. Die Reste Altgrunas wurden beim Bau der Hochhäuser an der Rosenbergstraße ab den 1970er-Jahren abgetragen.

## Kultur und Sehenswürdigkeiten
Sehenswürdigkeiten sind neben der neoromanischen Thomaskirche der Rothermundtpark, das 1913 errichtete Hans-Erlwein-Gymnasium (ehemals Gymnasium Dresden-Gruna, Architekt Stadtbaurat Hans Erlwein) und der Findlingsbrunnen. Das seit 2004 jährlich im Juni stattfindende Brunnenfest etablierte sich als Grunaer Stadtteilfest.
An der Liebstädter Straße wurde 1996 das Kinder- und Jugendhaus Schieferburg im Stil der organischen Architektur errichtet.
Ein privates Lichtdruck-Werkstatt-Museum befindet sich im Druckhaus Dresden an der Bärensteiner Straße.

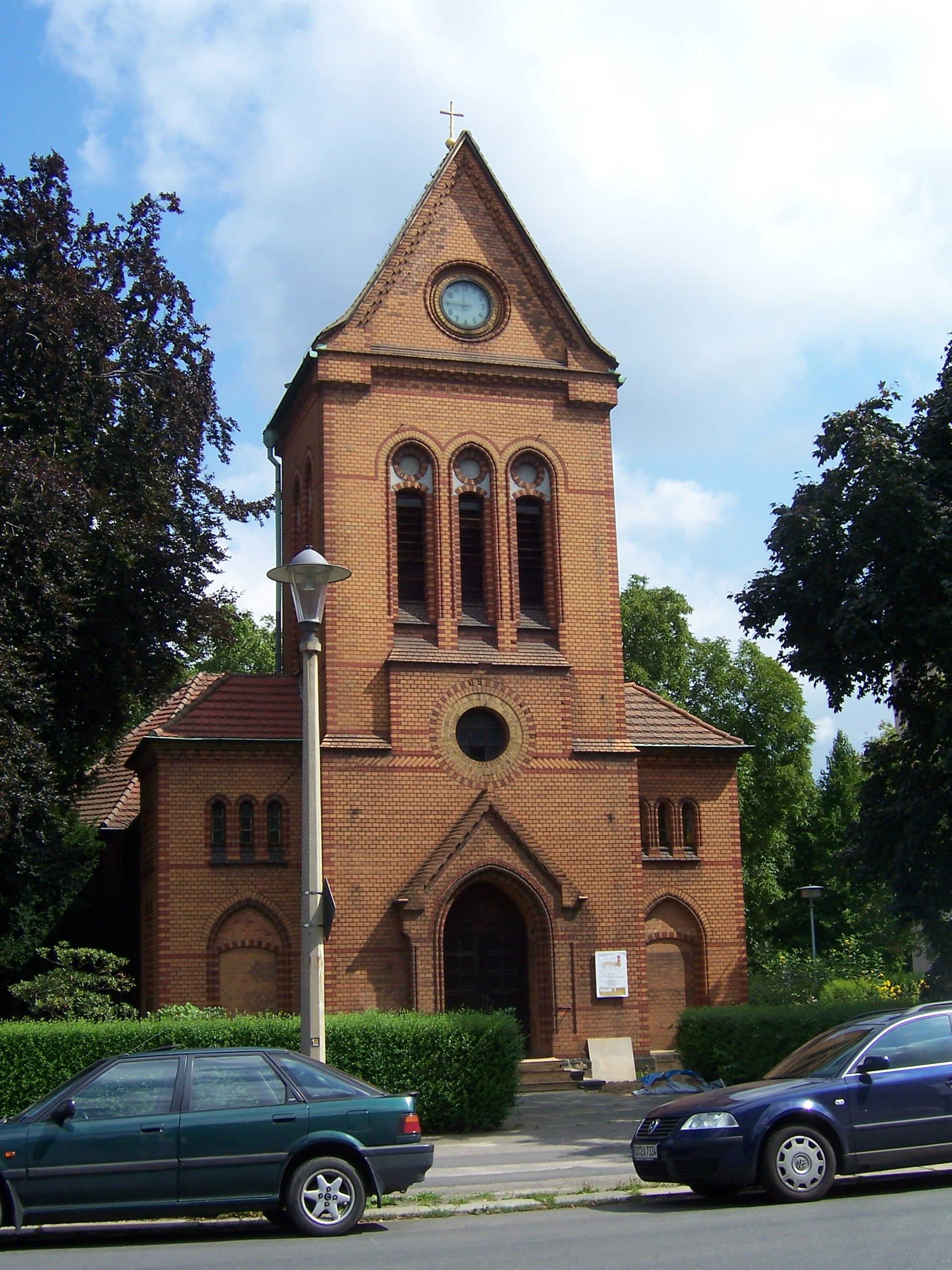
Thomaskirche
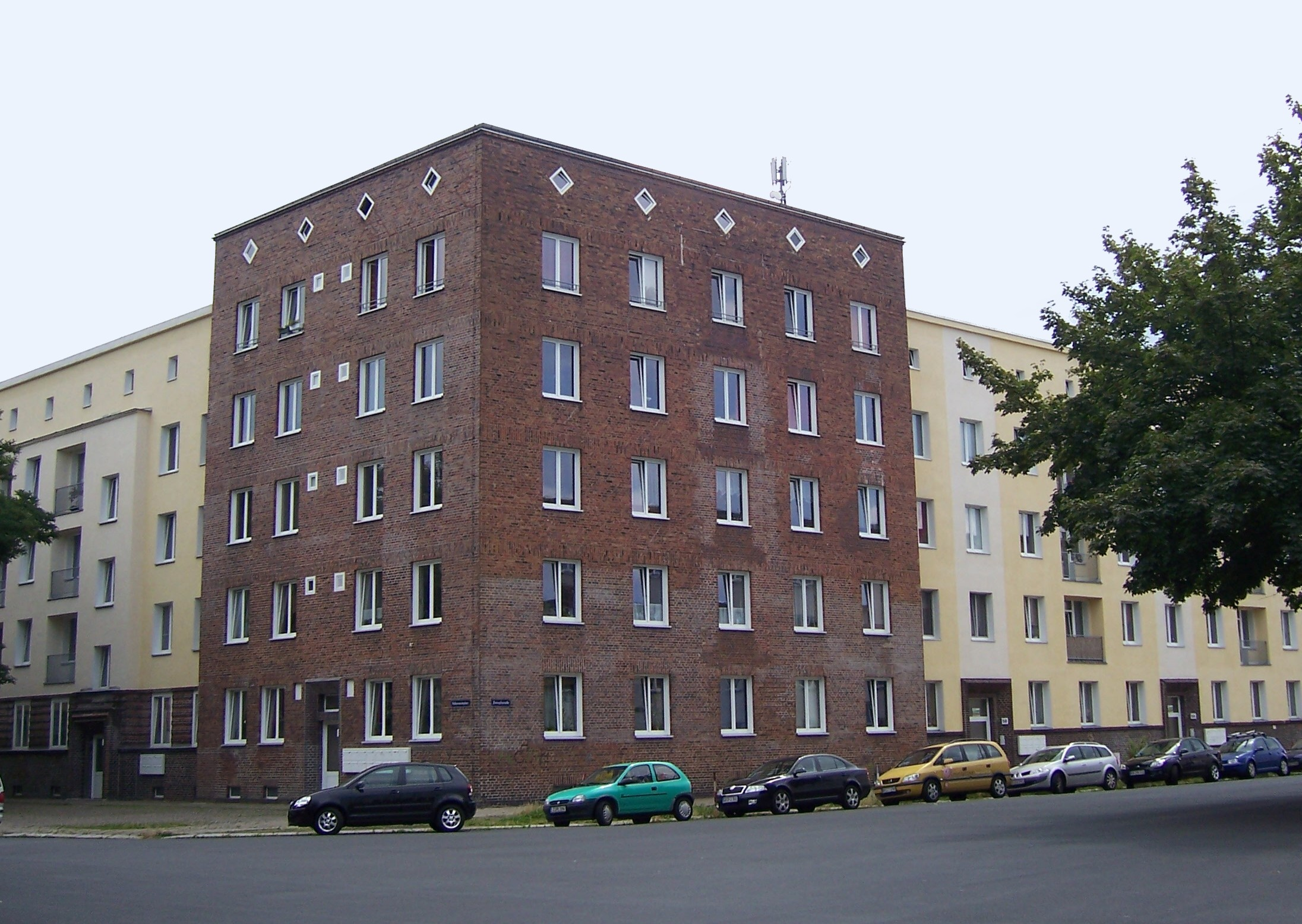
GEWOBAG-Siedlung am Falkensteinplatz
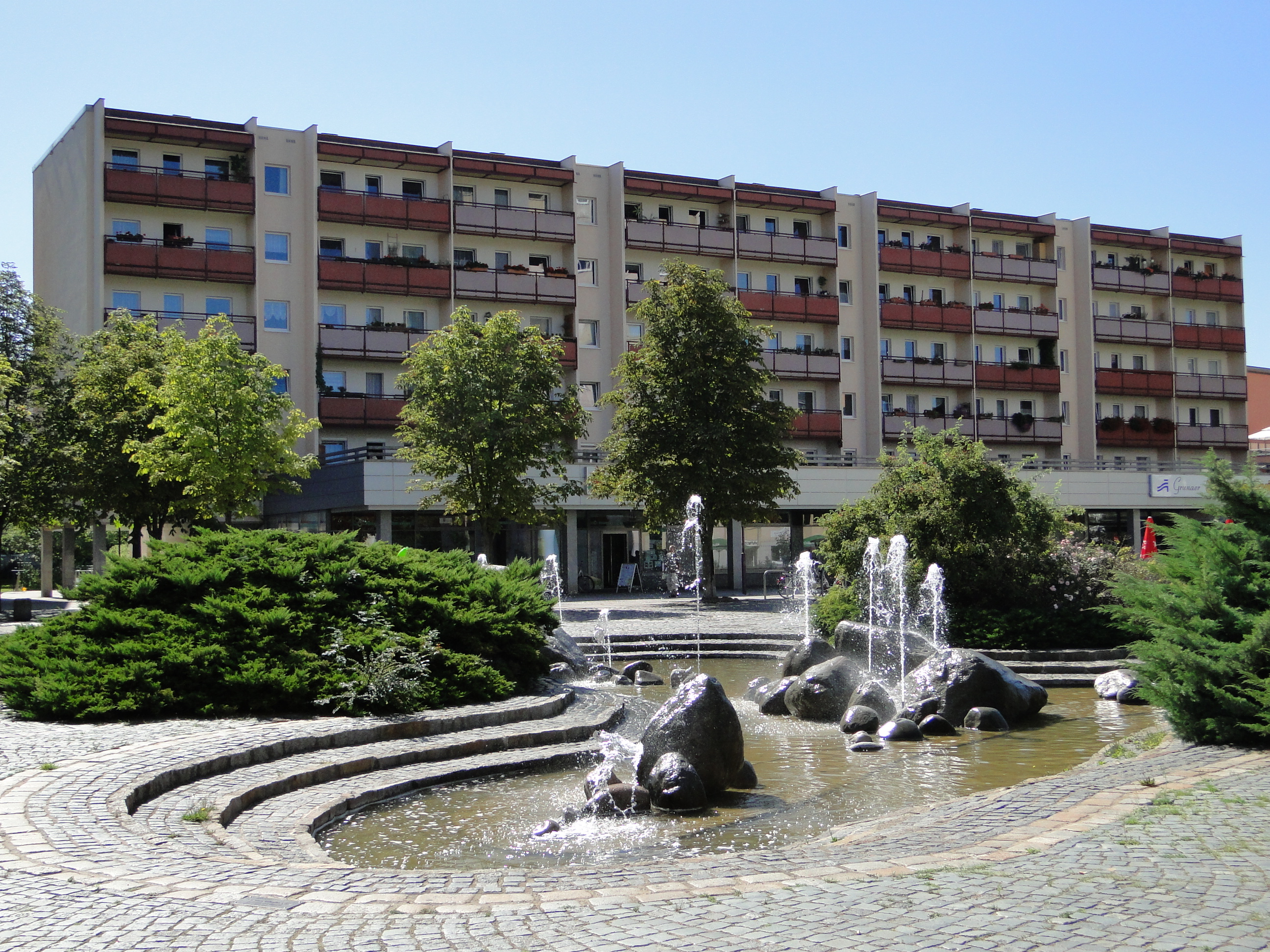
Findlingsbrunnen
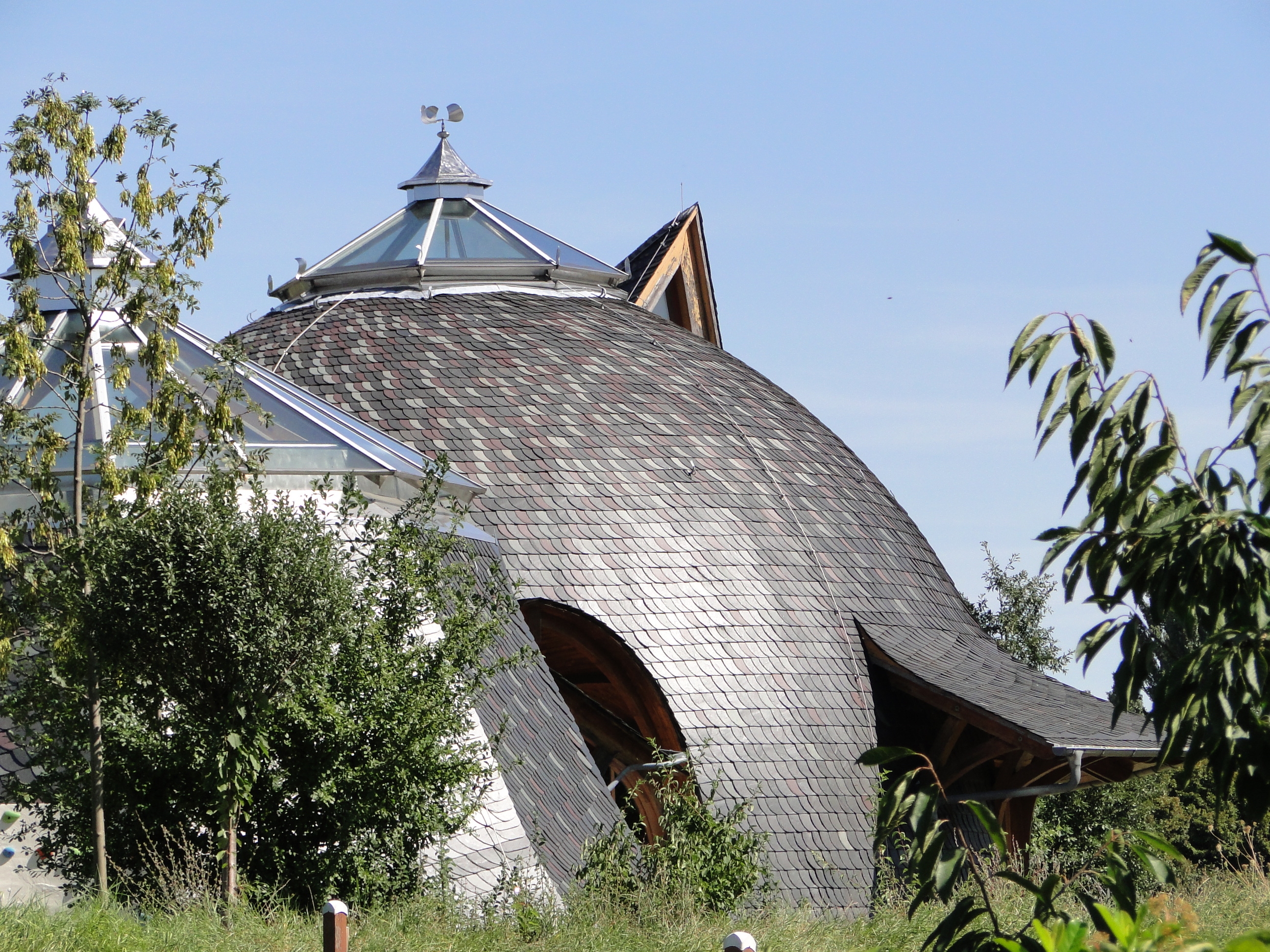
Jugendhaus Schieferburg

## Persönlichkeiten
- Bartolomeo Bosco (1793–1863), italienischer Zauberkünstler, wohnte in Dresden und Gruna
- Johann Friedrich Wilhelm Wegener (1812–1879), Tier- und Landschaftsmaler der Romantik, in Gruna verstorben
- Else Seifert (1879–1968), Architekturfotografin
- Käte Basarke (1902–1979), Fotografin, nach 1945 Atelier Beilstraße 14

## Wirtschaft und Infrastruktur

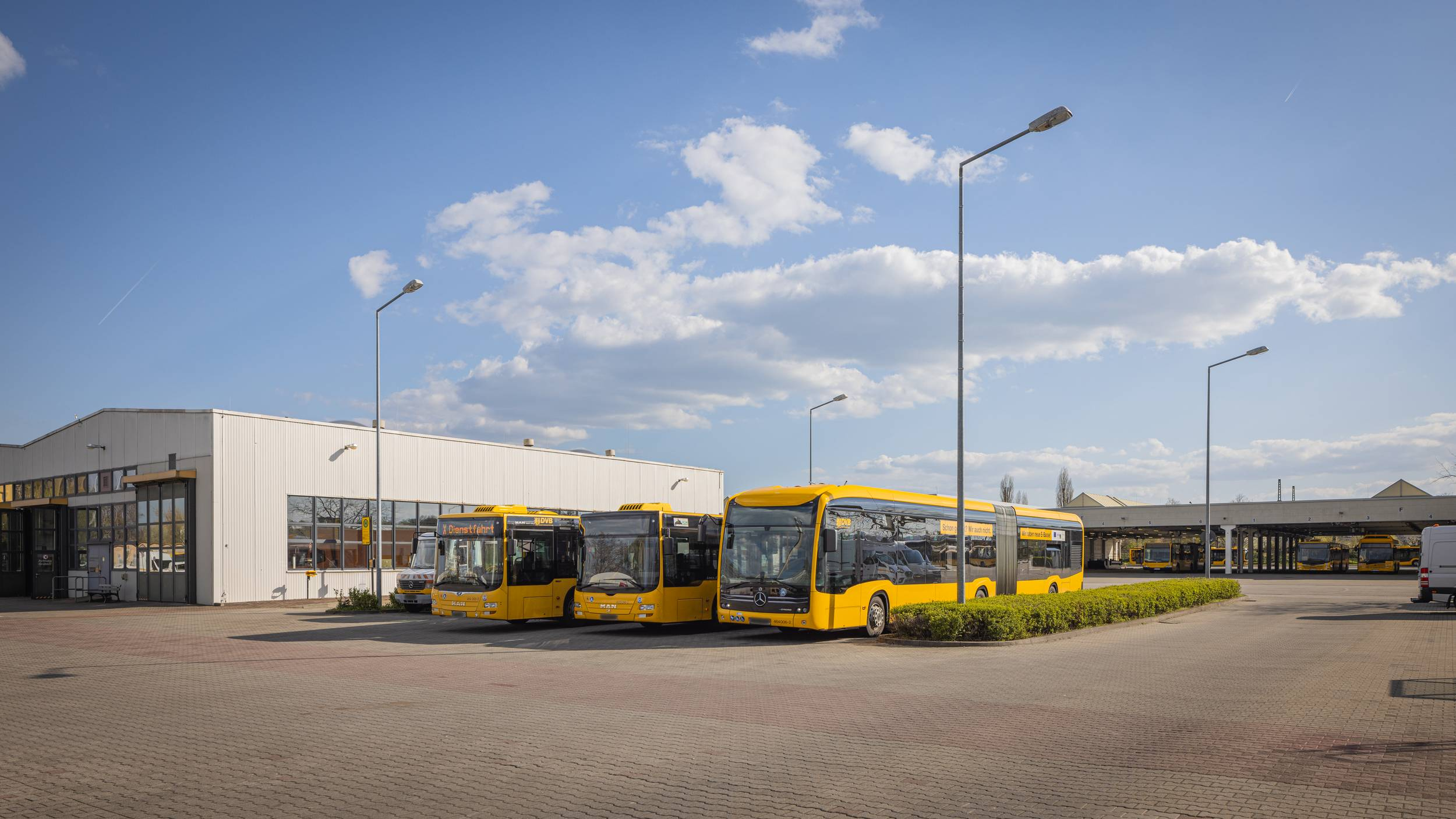
Der Betriebshof Gruna der Dresdner Verkehrsbetriebe in der Tiergartenstraße

Die Radebeuler Schuhfabrik wurde 1916 als Schuhfabrik F. Keyl in Gruna gegründet, bis sie 1925 nach Radebeul umzog.
Die wichtigsten Straßen sind die ost-westlich verlaufenden Magistralen Bodenbacher Straße und Winterbergstraße sowie die Nord-Süd-Achse Zwinglistraße.
Am Ende der Tiergartenstraße befindet sich der Betriebshof Gruna der Dresdner Verkehrsbetriebe.